# Storie di spettri
Storie di spettri è una raccolta di racconti di Mario Soldati, pubblicata da Mondadori nel 1962 come parte della collana Narratori italiani. 

## Storia editoriale
Storie di spettri raccoglie venti racconti, di cui diciassette vennero pubblicati in precedenza dal gennaio del 1959 al marzo del 1962 su varie testate, come il Corriere della Sera o il Giorno. Gli altri tre, L'amico americano, Gli stivaletti grigi e I passi nella neve vennero pubblicati rispettivamente su Il tempo, Successo e l'Espresso.
La decisione da parte di Soldati di raccogliere questi racconti e pubblicarli avvenne su incitamento del direttore della collana Narratori italiani, Niccolò Gallo. Tutti e venti i racconti faranno parte poi di una nuova raccolta, 55 novelle per l'inverno, pubblicata sempre da Mondadori ma nove anni più tardi, nel 1971.

## Racconti
Qui di seguito i venti racconti parte della raccolta, nell'ordine presente nell'edizione, e in parentesi la data della loro prima pubblicazione:
1. Il tarocco numero 13 (Corriere della Sera, 11 gennaio 1959)
2. Capricci d’inverno (Corriere della Sera, 23 gennaio 1959)
3. Trattoria Ariosto (Corriere della Sera, 25 marzo 1959)
4. San Mamete (Corriere della Sera, 25 aprile 1959)
5. L’alloggetto del seminterrato (Corriere della Sera, 30 maggio 1959, col titolo originale di Mai!)
6. L’albergo di Ghemme (Corriere della Sera, 2 luglio 1959)
7. Il traghetto (Corriere della Sera, 16 dicembre 1959)
8. Un paese in O (Corriere della Sera, 5 marzo 1960)
9. La borsa di coccodrillo (Corriere della Sera allegato al "Corriere d’informazione", 11-12 gennaio 1960)
10. La verità (Corriere della Sera, 10 febbraio 1960)
11. La fotografia (Corriere della Sera, 3 gennaio 1960)
12. L’amico americano (Il tempo, 1º gennaio 1952, col titolo Una strana avventura)
13. Ada e Resi (Corriere della Sera allegato al "Corriere d’informazione" col titolo Ada e Teri, 19 dicembre 1959)
14. Gli stivaletti grigi e neri (Successo, I, 4, agosto 1959)
15. I passi sulla neve (L’Espresso mese, 1 maggio 1960)
16. L’aggressione (Il Giorno, 30 ottobre 1960)
17. La palla da tennis (Il Giorno, 29 ottobre 1961)
18. Natale di rabbia (Il Giorno, 24 dicembre 1961)
19. Il tappeto di felpa (Il Giorno, 12 novembre 1961)
20. Specchi e spettri (Il Giorno, 4 marzo 1962).